# Brandon Coleman
Brandon Coleman (* 22. Juni 1992 in Accokeek, Maryland) ist ein ehemaliger US-amerikanischer American-Football-Spieler in der National Football League (NFL). Er spielte für die New Orleans Saints als Wide Receiver.

## College
Coleman besuchte die Rutgers University und spielte für deren Mannschaft, die Scarlet Knights, erfolgreich College Football, wobei er zwischen 2011 und 2013 1808 Yards erlaufen und 20 Touchdowns erzielen konnte.

## NFL
Coleman fand beim NFL Draft 2014 keine Berücksichtigung, wurde aber danach von den New Orleans Saints als Free Agent verpflichtet. Er schaffte es zwar nicht in den Hauptkader, kam aber im Practice Squad unter. Gegen Ende der Saison wurde er aktiviert, blieb aber ohne aktiven Einsatz.
Nach Kenny Stills’ Wechsel zu den Miami Dolphins wurde er 2015 nach Marques Colston, Brandin Cooks und Willie Snead IV als vierter Receiver aufgeboten. Obwohl ihm bereits im ersten Spiel sein erster Touchdown gelang. und er in allen Partien auflief, viermal sogar als Starter, erhielt er nur vergleichsweise wenig Spielzeit. Die Spielzeit 2016 verlief für ihn ähnlich, so kam er nur zu 26 Passfängen und 281 erlaufenen Yards. Auch 2017 nur Ergänzungsspieler, konnte er sich aber nach Cooks’ Wechsel zu den New England Patriots und einer Suspendierung von Snead zunächst etwas mehr in Szene setzen, kam aber letztlich doch nur zu 23 Passfängen.
Anfang August 2018 wurde Coleman, der verletzungsbedingt den Großteil des Off-Season-Trainings nicht mitmachen konnte, von den Saints entlassen.
 Am 2. September erklärte er via Instagram seinen Rücktritt vom aktiven Sport.